# Висячий бік
Висячий бік (англ. hanging wall) — гірська порода, яка прилягає до пласта (покладу, тектонічного порушення) з боку його покрівлі.